# ACT

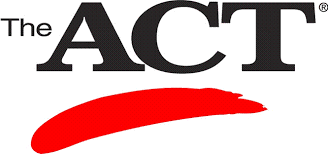
Логотип ACT

ACT (American College Testing — Американське Тестування) — стандартизований тест для вступу до коледжів та університетів США, а також при переведенні з одного в інший. Вперше був проведений в листопаді 1959 Евереттом Ліндквістом як конкурент до SAT. Історично складається з чотирьох тестів: англійська, читання, математика і наукове міркування. У лютому 2005 з'явилася можливість опціонально здати письмовий тест (через місяць подібний розділ з'явився і в SAT). Всі коледжі та університети з чотирма роками навчання приймають результати ACT, але деякі з них також можуть вимагати додаткові відомості про успішність.

## Функції
ACT, Inc. повідомляє, що іспит ACT вимірює загальні знання студента, котрий переходить в старші класи, і можливість виконувати завдання рівня коледжу через тести по різних областях: англійська, математика, читання та природні науки. Опціональний письмовий тест показує можливість правильно будувати свою промову і писати короткі есе. Основні результати ACT можуть дати показник готовності до коледжу, а оцінки в кожному з додаткових тестів показують базовий рівень з англійської, алгебри, соціальних наук, гуманітарних наук або біології.

## Використання

Карта популярності різних іспитів в США від 2006 года

ACT найчастіше здається учнями з Середнього Заходу і південних штатів, в той час як SAT більш популярний на східних (хоча раніше і там переважав ACT) і західних узбережжях США. Використання результатів ACT навчальними закладами зросло в результаті великої кількості критики на адресу конкурента. Суспільство Менса і High IQ society також приймають результати ACT (до вересня 1989 і не менше 29 балів) при вступі до товариства. Товариство потрійної дев'ятки приймає результати від 32 балів при здачі іспиту до жовтня 1989, і результат вище 34 при здачі іспиту пізніше.

## Структура
Більшою своєю частиною ACT складається з тестів з чотирма варіантами відповіді. Предметні тести: англійська, математика, читання та науковий роздум. Кожен предметний тест оцінюється за шкалою від 1 до 36 балів. Англійська, математика і тести на читання мають також додаткові результати від 1 до 18 (вони ніяк не пов'язані із загальною оцінкою за предметний тест). «Загальний результат» — це сума всіх чотирьох тестів. Додатково можна здати письмовий тест, який оцінюється за шкалою від 2 до 12 балів, об'єднаний результат за письмовий тест та тест з англійської мови варіюється від 1 до 36. Також можуть додаватися від одного до чотирьох коментарів до есе від перевіряючих. Письмовий тест на загальний результат не впливає.
За кожну правильну відповідь на «тимчасовий рахунок» нараховується один бал, за невірні відповіді, на відміну від SAT, бали не знімаються. Для поліпшення результатів тесту студент може його перездати, за статистикою, 55% студентів, які здавали ще раз ACT поліпшили свій результат, у 22% він залишився тим же, а 23% здали гірше, ніж раніше.
Різниця між ACT та SAT:
|                | ACT (American College Testing) | SAT(Scholastic Aptitude Test)                                         |
| Проводиться з  | 1959 року | 1926 року                                                             |
| Ціль           | Перевіряє знання матеріалу середньої школи                                                                                           | Націлений на визначення здібностей (логічні, аналітичні, математичні) |
| Час проведення | Вересень, жовтень, грудень, лютий, квітень, червень(залежить від штату)                                                              | Жовтень, листопад, грудень, березень, травень, червень                |
| Зниження балів | За неправильні відповіді бали не знімаються                                                                                          | За неправильні відповіді бали знімаються                              |
| Тривалість     | 3 години,25 хвилин (включаючи 30 хвилинна есе)                                                                                       | 3 години,45 хвилин                                                    |
| Розділи        | 4 розділи: англійська, читання, математика та наукове мислення (7 уривків з наукових текстів по біології, географії, хімії та фізиці | 170 завдань + обов'язкове есе                                         |
| Оцінювання     | Від 1 до 36 балів (есе від 2 до 12)                                                                                                  | Від 600 до 2400(есе від 0 до 12)                                      |
| Популярність   | Серед учнів Середнього Заходу та південних штатів                                                                                    | Серед учнів західних і східних штатів                                 |

### Англійська
Тест з 75 питань містить 5 уривків текстів з деяким підкресленими пропозиціями на одній сторінці і вказівки виправити підкреслені частини на інший. Одна частина питань орієнтована на форматування тексту і пунктуацію — коми, апострофи, двокрапки і т. д. Інша частина перевіряє риторичні здібності — стиль (ясність і стислість) і організацію тексту. Тест триває 45 хвилин.

### Математика
Складається з 60 тестових питань, з яких:
- 14 — оцінюють початкові знання з математики
- 10 — елементарна алгебра
- 9 — середній рівень алгебри
- 14 — геометрія
- 9 — аналітична геометрія
- 4 — елементарна тригонометрія

Калькулятори дозволені, але, на відміну від SAT, заборонені програмовані. Тест триває 1 годину, в ACT тільки в ньому дані тести з п'ятьма варіантами відповіді замість чотирьох.

### Читання
Складається з 40 питань на розуміння чотирьох представлених уривків (взятих з книг і журналів):
- Перший являє собою частину літературного твору (короткі твори і новели)
- Другий стосується суспільних (історія, економіка, психологія, політологія та антропологія) наук.
- Третій стосується гуманітарних (мистецтво, архітектура, танці) наук.
- Четвертий відноситься до природних (біологія, географія, хімія та фізика) наук.

Тест триває 35 хвилин.

### Науковий роздум
Науковий роздум — 35-хвилинний тест з 40 питаннями. Питання перевіряють вміння тлумачити, аналізувати, оцінювати, міркувати, і вирішувати завдання. Даються 7 уривків наукових текстів (з біології, географії, хімії та фізики). Майже всі уривки взяті з наукових досліджень, але один з них — протилежні точки зору кількох різних вчених на будь-яке явище. До кожного уривку, де матеріал деколи буває складним для розуміння, приставлені 5-7 простих питань. Загалом тест має три напрямки:
- Уявлення — потрібно зрозуміти і оцінити інформацію
- Підсумок досліджень — потрібно вникнути і проаналізувати об'єкт досліджень
- Конфліктні точки зору — потрібно оцінити дві чи три альтернативні гіпотези, теорії або точки зору на якісь помітні явища.[4]

### Письмовий тест
Письмовий тест завжди здається в кінці іспиту і триває 30 хвилин. Всі есе мають бути на певну тему, зазвичай соціальну. Письмовий тест не впливає на загальний результат. Замість цього створено спільний результат Англійський тест / Письмовий тест. Якщо студент погано напише есе, то цей змішаний бал зменшиться максимум на 2 одиниці. Конкретна структура есе не визначена.
Два натренованих співробітника оцінюють роботу від 1 до 6 балів, «0» ставиться у випадку, коли есе не написано, не англійською, написане не олівцем № 2 або неможливо розібрати написане. Підсумковий результат — сума двох оцінок. Якщо оцінки двох перевіряючих відрізняються більш ніж на один бал, то призначається третій, який визначить кінцевий результат.
Хоча цей тест опціональний, багато навчальних закладів запитують його для вступу і оцінка за есе може вплинути на рішення про вступ.

### Результати
Середній загальний бал ACT дорівнює 18 балам зі стандартним відхиленням в 6 балів в обидві сторони, але ця статистика змінюється з року в рік.
Нижче наведена таблиця середніх результатів за 2009 рік.
| розділ          | кількість питань | час (в хвилинах) | середній бал | мін бал для прийому | Текст заголовка                        |
| --------------- | ---------------- | ---------------- | ------------ | ------------------- | -------------------------------------- |
| англійська      | 75               | 45               | 20.6         | 18                  | форматування, пунктуація, риторика     |
| читання         | 60               | 60               | 21.0         | 22                  | алгебра, геометрія                     |
| науковий роздум | 40               | 35               | 21.4         | 21                  | розуміння прочитаного                  |
| математика      | 40               | 35               | 20.7         | 24                  | вміння робити висновок, роздум, аналіз |
| Письмовий тест  | 1 есе            | 30               | 7.7          |                     | вміння викладати думки на папері       |
| результат       |                  |                  | 21.1         |                     |                                        |

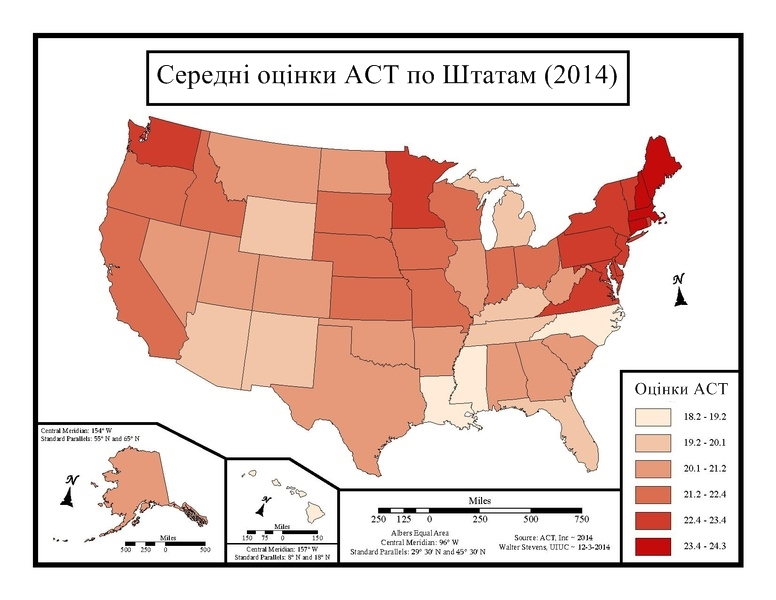
Ця карта демонструє середі оцінки АСТ студентів в США за 2014 рік

Таблиця нижче демонструє, скільки студентів досягли відмітки 36 на ACT між 1997 і 2014 роками.

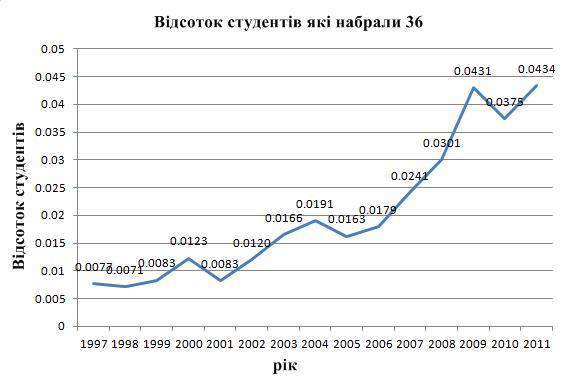
Відсоток учасників тестування, які набрали 36 балів на ACT з 1997 по 2011 роки.

| Рік  | Число студентів які досягли 36 | Загальна кількість студентів | % студентів які досягли 36 |
| ---- | ------------------------------ | ---------------------------- | -------------------------- |
| 2014 | 1,407                          | 1,845,787                    | 0.07622                    |
| 2013 | 1,162                          | 1,799,243                    | 0.06458                    |
| 2012 | 781                            | 1,666,017                    | 0.04687                    |
| 2011 | 704                            | 1,623,112                    | 0.04337                    |
| 2010 | 588                            | 1,568,835                    | 0.03748                    |
| 2009 | 638                            | 1,480,469                    | 0.04309                    |
| 2008 | 428                            | 1,421,941                    | 0.03010                    |
| 2007 | 314                            | 1,300,599                    | 0.02414                    |
| 2006 | 216                            | 1,206,455                    | 0.01790                    |
| 2005 | 193                            | 1,186,251                    | 0.01627                    |
| 2004 | 224                            | 1,171,460                    | 0.01912                    |
| 2003 | 195                            | 1,175,059                    | 0.01659                    |
| 2002 | 134                            | 1,116,082                    | 0.01201                    |
| 2001 | 89                             | 1,069,772                    | 0.00832                    |
| 2000 | 131                            | 1,065,138                    | 0.01230                    |
| 1999 | 85                             | 1,019,053                    | 0.00834                    |
| 1998 | 71                             | 995,039                      | 0.00714                    |
| 1997 | 74                             | 959,301                      | 0.00771                    |

## Здача тесту
ACT в США здається від 4 до 6 разів на рік (залежно від штату): у вересні, жовтні, грудні, лютому, квітні і червні. Зазвичай тест проходить в суботу, але ті, кому це не дозволяє релігія, можуть здати в інший день тижня.
Ті хто здає тест вносять платіж: $ 33 за звичайний тест, $ 48 за тест з включенням письмової частини.
Студенти з обмеженими фізичними можливостями мають право скласти іспит на дому, також вони мають право попросити збільшення часу на написання тесту, зазвичай час збільшується на 50%. Спочатку в підсумковому листі результатів була помітка запиту на подібне продовження, але після прийняття конгресом «Закону про інвалідів» позначка була усунена.
Результати відправляються студенту, його школі і коледжам, куди запросив студент (не більше ніж 4 адреси безкоштовно. Якщо більше 4-х, то потрібно доплачувати).